# Cheikh Hadjibou Soumaré
Cheikh Hadjibou Soumaré (ur. 1951 w Dakarze) – senegalski polityk i ekonomista, premier Senegalu od 19 czerwca 2007 do 30 kwietnia 2009

## Życiorys
Urodził się w 1951 w Dakarze. Jest absolwentem nauk ekonomicznych oraz prestiżowej francuskiej École nationale d'administration.
Karierę zawodową rozpoczynał w 1981 jako urzędnik w senegalskiej prowincji Kaolack. W latach 90. pracował w Ministerstwie Gospodarki, zajmując różne stanowiska. W maju 2001 został wiceministrem ds. budżetu w Ministerstwie Gospodarki i Finansów. 
19 czerwca 2007 prezydent Abdoulaye Wade mianował Soumare nowym szefem rządu. Zmianę na stanowisku premiera poprzedziły wybory parlamentarne z 3 czerwca 2007, wygrane przez rządzącą partię prezydencką. Gabinet Soumare, również mianowany i zaprzysiężony 19 czerwca, jest zbliżony do poprzedniego gabinetu premiera Macky Salla oraz nie zawiera przedstawicieli opozycji. 
Cheikh Hadjibou Soumaré był postrzegany jako technokrata. Jego mianowanie było niespodzianką, gdyż nie jest on członkiem rządzącej Senegalskiej Partii Demokratycznej (PDS, Parti Démocratique Sénégalais).
30 kwietnia 2009 premier Soumaré złożył rezygnację z urzędu na ręce prezydenta Abdoulaye Wade. Tego samego dnia prezydent mianował Souleymane Ndéné Ndiaye nowym szefem rządu. Zmiana na stanowisku premiera nastąpiła po słabym wyniku Senegalskiej Partii Demokratycznej w wyborach lokalnych w marcu 2009.
Soumare jest żonaty, ma dwoje dzieci.